# Сан-Луис (регбийный клуб)
«Клуб Сан-Луис» (исп. Club Luis) — аргентинский спортивный клуб из города Ла-Плата. Клуб объединяет команды по регби и хоккею на траве.
Главный соперник регбийного клуба — команда «Ла-Плата».

## История
В 1960 году в колледже «Сан-Луис» появилась регбийная команда, вступившая в провинциальный союз. Год спустя был создан одноимённый клуб, начавший свою историю с нескольких товарищеских матчей. Временным президентом был назначен Орасио Ласкано. В 1962 году команда присоединилась к национальному регбийному союзу: «Сан-Луис» был рекомендован к принятию коллегами из «Пуэйрредона» и Крикетного и регбийного клуба Буэнос-Айреса. Первым постоянным президентом стал Эрнесто Коппола.
В 1967 году команда дебютировала в турнире «Терсера де Класификасьон» (третий дивизион), став по итогам сезона второй. Два года спустя клуб вышел во вторую лигу. В 1975 году регбисты «Сан-Луиса» провели первый международный матч, их соперником стал уругвайский клуб «Олд Кристианс»; уругвайская команда была основана несколькими выжившими в андской авиакатастрофе 1972 года. Позже «Сан-Луис» отправился в европейское турне, а по возвращении на родину спортсмены вышли в высшую лигу. В 1978 году команда выбыла из числа сильнейших.
В 1985 году клуб приобрёл землю неподалёку от колледжа. Благодаря пожертвованиям выпускников для команды были отстроены несколько полей, а также клубный дом. В 1986 году была официально открыта домашняя арена, «Ла-Касона». Главный стадион — «Луис Мариа Манес» — открылся в 1989 году.
В 1992 году «Сан-Луис» вернулся в элиту, однако спустя год команда вновь была понижена в классе. Очередное возвращение произошло в 1994 году, а в 1998 году «Сан-Луис» выиграл свой единственный крупный титул: команда выиграла Насьональ де Клубес, клубный чемпионат Аргентины. Победу регбисты разделили с коллегами из «Сан-Сирано», поскольку финальный матч завершился вничью (22:22). В 2000 году «Сан-Луис» отправился в турне по ЮАР.
В 2007 году была открыта секция женского хоккея на траве. Годом спустя открылся специализированный стадион. В 2011 году, когда клубу исполнилось пятьдесят лет, клуб использовал юбилейный вариант домашней формы с вертикальными полосами (дизайн формы схож со стилем футбольной команды «Сан-Лоренсо де Альмагро»).

### Достижения
- Насьональ де Клубес
  - Чемпион: 1998